# Tsubasa
Tsubasa is een historisch merk van motorfietsen.
Tsubasa Motorcycle Co. in Tokio was een Japans merk dat (waarschijnlijk in de jaren vijftig) motorfietsen met eigen 246 cc eencilinder-kopklepmotoren bouwde. Het topmodel was de Tsubasa Takata.